# Журавлиный Лог
Журавлиный Лог — посёлок в городском округе Красноуфимск Свердловской области России.

## Географическое положение
Журавлиный Лог расположен в 20 километрах (по автодорогам в 37 километрах) к западу-юго-западу от города Красноуфимска, в лесной местности, на правом берегу реки Большой Сараны (правого притока реки Уфы). Через посёлок проходит железнодорожная ветка Москва — Казань — Екатеринбург.

## Население
| 2002 | 2010 |
| ---- | ---- |
| 7    | ↘0   |